# Ekke Lindermann
Eckehard „Ekke“ Lindermann (* 5. November 1942 in Iserlohn; † 7. Juli 2011 in Hemer) war ein deutscher Eishockeytorwart, der unter anderem für den EV Rosenheim in der Bundesliga aktiv war, den Großteil seiner Karriere aber beim EC Deilinghofen verbrachte.

## Karriere
Nach Anfängen in der Leichtathletik war Ekke Lindermann im Februar 1959 eines von 17 Gründungsmitgliedern des EC Deilinghofen (ECD), für den er fortan im Tor stand. In der Jugend-Landesliga NRW qualifizierte sich die Mannschaft bereits in den ersten beiden Jahren für die Deutsche Meisterschaft und feierte im Jahr 1961 die Vizemeisterschaft. In einem Pokalspiel gegen Preussen Krefeld am 23. Oktober 1960 traf er Schiedsrichter Victor Leury versehentlich im Gesicht, wodurch der Unparteiische vier Zähne verlor.
Auch als die Mannschaft ab der Saison 1961/62 im Seniorenbereich antrat, stand Lindermann zwischen den Pfosten. Er galt dabei als heißblütiger Spieler, gegen den immer wieder auch Matchstrafen verhängt wurden. In einem Skandalspiel gegen den EC Hannover attackierte er in der Saison 1963/64 einen Gegenspieler mit der Kelle seines Schlägers. Im Jahr 1965 stieg er mit dem ECD in die damals zweitklassige Oberliga auf. Nach zwei weiteren Jahren zog er sich im Sommer 1967 zurück. 
Lindermann spielte in den folgenden Jahren unter anderem beim ERC Westfalen Dortmund. In der Saison 1972/73 bildete er mit Peter Fuchs und Georg Pauliner das Torhüter-Trio des EV Rosenheim in der Bundesliga. Nach dem Abstieg kehrte er zum ECD zurück, wo er 1975 seine aktive Karriere beendete. Insgesamt absolvierte er 149 Spiele für seinen Heimatverein. In den folgenden Jahren engagierte er sich als Jugendtrainer und spielte in der ECD-Traditionsmannschaft, ehe er sich vollständig ins Privatleben zurückzog.

## Erfolge und Auszeichnungen
- 1961 Deutscher Jugend-Vizemeister mit dem EC Deilinghofen
- 1965 Aufstieg in die Oberliga mit dem EC Deilinghofen